# سایمون ویکلوند
سایمون ویکلوند (انگلیسی: Simon Viklund؛ زادهٔ ۱ دسامبر ۱۹۷۹) یک آهنگساز، طراح موسیقی، طراح صدا و طراح بازی مستقل سوئدی است که برای اولین بار به خاطر کارش در بازی بایونیک کوماندو ری‌آرمد در سال ۲۰۰۸ شناخته شد که در آن یک کارگردان و آهنگساز خلاق بود.